# Channamgere, Krishnarajanagara
Channamgere là một làng thuộc tehsil Krishnarajanagara, huyện Mysore, bang Karnataka, Ấn Độ.